# Страшният съд (Венусти)
„Страшният съд“ (на италиански: Giudizio universale) е картина на италианския художник Марчело Венусти от 1549 г. Картината (188,5 х 145 см.) е изложена в Зала 9 на Наионален музей „Каподимонте“ в Неапол. Използваната техника е темпера върху дърво.

## История
За да съхрани в семейната си колекция копие от Страшният съд, дело на Микеланджело Буонароти в Сикстинската капела в Рим, кардинал Алесандро Фарнезе поръчва на художника Марчело Венусти да изработи копие. То е завършено през 1549 г., само 8 години след оригинала. Картината пристига в Неапол в края на 18 век, като част от Колекция „Фарнезе“.

## Описание
В тази картина се вижда как е изглеждала истинската фреска „Страшният съд“ на Микеланджело, тъй като това е един от основните документи за това каква е била фреската на Микеланджело преди диктатите, наложени от Трентския събор през 1564 г., принудили Даниеле да Волтера да покрие голите сцени. Това действие става известно като Кампания „Смокиново листо‟.
Работата на Венусти, макар и вярна с оригинала, има малко изменение в сцената на Христовия съд, където славата на ангелите се вмъква като противоположност на изолираността при Микеланджело.